# Царегородцев Євген Васильович
Євген Васильович Царегородцев (рос. Евгений Васильевич Царегородцев; 3 лютого 1982, м. Хабаровськ, СРСР) — російський хокеїст, воротар.
Вихованець хокейної школи «Амур» (Хабаровськ). Виступав за ХК МВД-ТХК (Твер), «Хімік» (Воскресенськ), «Сибір» (Новосибірськ), «Авангард» (Омськ), «Зауралля» (Курган), «Автомобіліст» (Єкатеринбург), «Донбас» (Донецьк), «Лада» (Тольятті), «Арлан» (Кокшетау), «Автоматика» (Гданськ), «Пучсарда».